# Zanthoxylum dissitum
Zanthoxylum dissitum är en vinruteväxtart som beskrevs av William Botting Hemsley. Zanthoxylum dissitum ingår i släktet Zanthoxylum och familjen vinruteväxter.

## Underarter
Arten delas in i följande underarter:
- Z. d. acutiserratum
- Z. d. hispidum
- Z. d. lanciforme
- Z. d. spinulosum